# ビノリンヒドロキシラーゼ
ビノリンヒドロキシラーゼ（vinorine hydroxylase）は、インドールアルカロイド生合成酵素の一つで、次の化学反応を触媒する酸化還元酵素である。
ビノリン + NADPH + H+ + O2 {\displaystyle \rightleftharpoons } ボミレニン + NADP+ + H2O
この酵素の基質はビノリン、NADPH、H+とO2で、生成物はボミレニン、NADP+とH2Oである。
組織名はvinorine,NADPH:oxygen oxidoreductase (21α-hydroxylating)である。